# Hallands södra tingsrätt
Hallands södra tingsrätt var en tingsrätt i Hallands län. Hallands södra tingsrätts domsaga omfattade Hylte kommun och Laholms kommun. Tingsrätten och dess domsaga ingick i domkretsen för Hovrätten för Västra Sverige. Tingsrätten hade kansli i Laholm och tingsställen i Laholm och Halmstad. År 1975 uppgick tingsrätten och domsagan i Halmstads tingsrätt och domsaga.

## Administrativ historik
Vid tingsrättsreformen 1971 bildades denna tingsrätt i Laholm av häradsrätten för Hallands södra domsagas tingslag med en domsaga som utgjordes av de områden som 1974 uppgick i Halmstads kommun (Eldsberga, Enslövs, Getinge, Harplinge, Kvibille, Oskarströms och Söndrums kommuner) och Laholms kommun. 1974 utökades domsagan med Hylte kommun, som överfördes från Värnamo domsaga och domkretsen för Göta hovrätt. 
1975 uppgick Hallands södra tingsrätt i Halmstads tingsrätt.

## Lagmän
- 1971–1972: Henning Nitelius
- 1973–1975: Erik Borglund